# Локавец (Ајдовшчина)
Локавец (словен. Lokavec) је насеље на северном ободу Випавске долине, у општини Ајдовшчина, у покрајини Приморска која припада Горишкој регији Републике Словеније
Насеље површине 13,74 km², налази се на надморској висини од 173 метра, и 22,8 километра од италијанске границе, на 3,0 km северозападно од главног града Ајдовшчине. У насељу према попису из 2002. живи 1002 становника.
Насеље чине засеоци: Битов, Чохи, Компари, Ковач, Горење, Паљки, Коси, Лаховше и Слокарји.
За време Хабсбуршке владавине Локавец је био сапостална општина.
Речни токови на терирорији насеља су:Хбељ; Локавшек, Грајшчек, Јовшчек, између врхова Крижец (663 м), на Хрибу (889 м) и Наврше (857 м). 